# 金石滩
金石滩国家旅游度假区 是中国大连市金州区功能区之一，属国家级风景名胜区、国家级旅游度假区、国家5A级旅游景区、国家级地质公园，曾被CNN评价为中国40个最美景点之一。金石滩的陆地面积62平方公里，海域面积58平方公里。主要景点有黄金海岸、金石园、滨海地质公园、金石蜡像馆、生命奥秘博物馆、发现王国等。

## 主要景点
金石滩有大连金石蜡像馆、生命奥秘博物馆等区域。像馆位于大连地铁3号线金石滩站北侧金石文化博览广场内。发现王国主题乐园坐落在大连金石滩国家旅游度假区中的金石滩黄金海岸上，是大连最早开业的主题公园之一。

## 历史

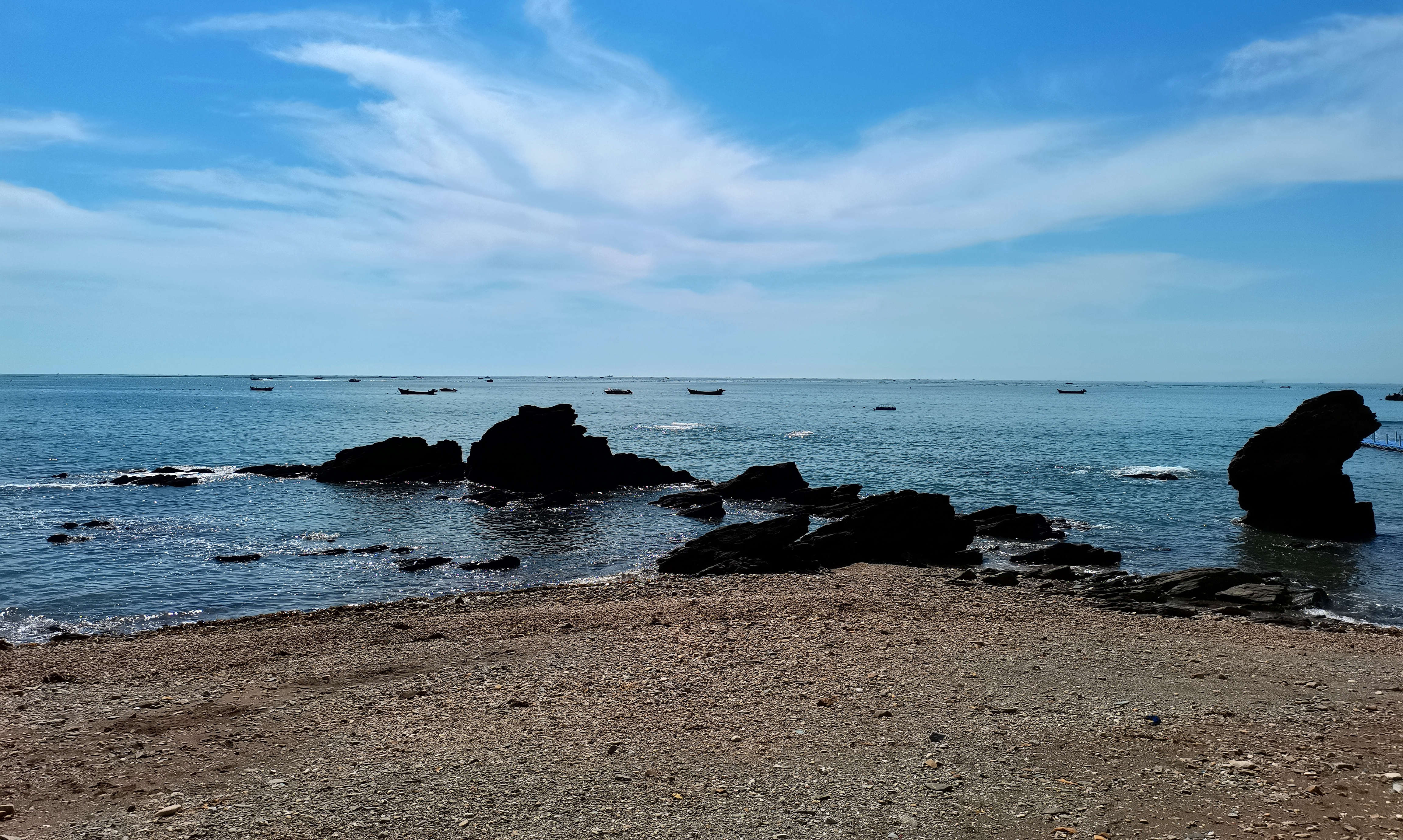
金石滩

金石滩原名满家滩，在大连以“满家滩，凉水湾，海参螃蟹成筐搬”知名。滩上有数亿年前形成的海滨地貌与沉积岩石，被称为“海上石林”。后因这些石头“比金子还要贵重”，故改名为“金石滩”。
1984年，时任金县县委书记薄熙来决定对金石滩进行开发建设。
1986年3月成为县级自然保护区，1987年11月，大连市人民政府批准其升为市级自然保护区。
1988年8月，经国务院批准，成为第二批国家重点风景名胜区（后改称国家级风景名胜区）。
1992年11月，国务院批准建立全国首个也是面积最大的国家旅游度假区。
2005年9月，经国土资源部批准，设立了以金石滩园区为核心的大连滨海国家地质公园，次年成为资源保护类国家科普基地。

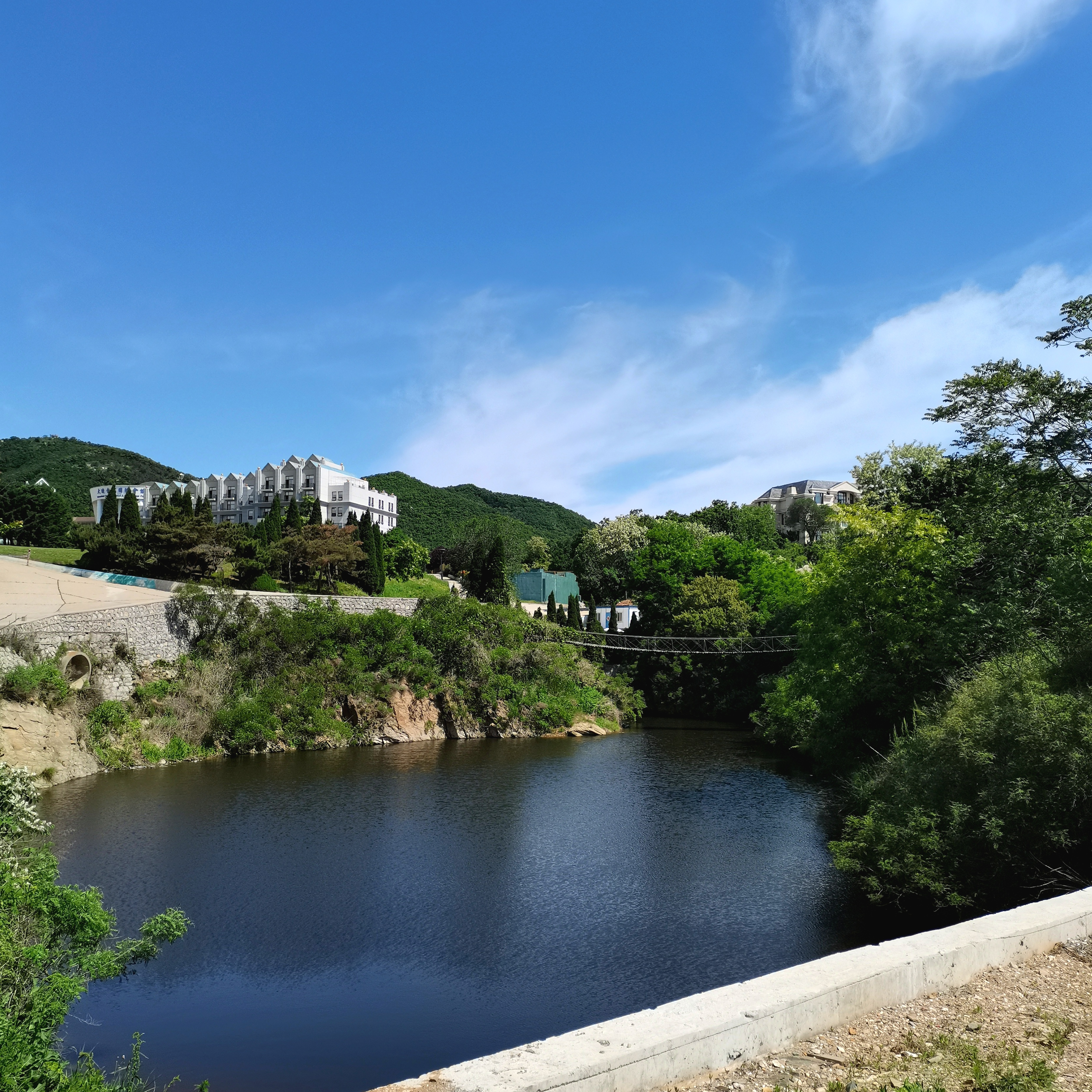
金石滩

2000年，金石滩景区成为首批国家4A级旅游景区；2010年1月，升级为国家5A级旅游景区。
2014年3月13日，国家海洋局批准成立“大连金石滩国家级海洋公园”。